# Споменик природе Стабло липе на месту званом Тебреја
Споменик природе „Стабло липе на месту званом Тебреја“ у селу Истинић, на територији општине Дечани, на Косову и Метохији, представља споменик природе од 1968. године.
Стабло липе (Tilia argentea) представља праву природну реткост и оно је спомен стабло прастарих липа којих је у овом крају било врло много, а које су се ретко задржале.

## Решење - акт о оснивању
Решење о стављању под заштиту државе стабла липе у селу Истинић на сеоском раскршћу, на месту званом Тебреја, Број: 05-1874/2 од 16. септембра 1968.- СО Дечани